# Мистер Бин (персонаж)
Ми́стер Бин (англ. Mr Bean; род. 15 сентября 1963 года) — комедийный персонаж, созданный и воплощённый Роуэном Аткинсоном в одноимённом телесериале и нескольких фильмах. Мистер Бин также был главным героем серии видеоигр, веб-роликов и рекламных видео. Он узнаваем своим практически неизменным нарядом — коричневым твидовым пиджаком вместе с тонким красным галстуком. Мистер Бин неразговорчив, юмор вокруг персонажа строится на его взаимодействии с окружением.
В первом полнометражном фильме о персонаже в паспорте было показано, что «Мистер» — буквальное имя героя, в то время, как «Бин» — фамилия, однако во втором фильме в паспорте было показано другое имя — Роуэн Джулиан Бин.

## Личность
Мистер Бин — инфантильный недотёпа, чудаковато решающий повседневные проблемы. От его абсурдного решения трудностей (нередко, созданных им же), в основном, исходит весь юмор. Он редко говорит, а когда всё же это делает, то, как правило, лишь бормочет несколько слов низким голосом. Мистер Бин попадает в нелепые ситуации, занимаясь обыденными делами вроде плавания, просмотра телевизора, ремонта, посещения церкви и многого другого.

## Появления
Впервые персонаж Бина был представлен в британском телесериале «Мистер Бин», который транслировался с 1990-го по 1995 годы. Телесериал стал неистово популярным, и был удостоен ряда престижных наград. Среди них BAFTA в 1991 (как «Лучшая развлекательная программа») и 1992 годах (как «Лучшая комедия (программа или сериал)»).
В 1997 году вышел полнометражный фильм «Мистер Бин» (англ. Bean), получивший смешанные отзывы критиков. С 2002 по настоящее время Роуэн Аткинсон озвучивает своего героя в одноимённом анимационном сериале. Второй полнометражный фильм «Мистер Бин на отдыхе» (англ. Mr. Bean's Holiday) о герое Аткинсона, так же как первый, разделивший критиков на два лагеря, увидел свет в 2007 году.
Позже теле- и кино-версий «Мистера Бина» уже не выпускали, однако на официальном youtube-канале Мистера Бина - периодически и регулярно публикуют новые музыкальные, а также прикладные видео-сюжеты, в которых Мистер Бин - уже в новом исполнении Роуэна Аткинсона - поёт и танцует, а также создаёт прикладные "шедевры" своими руками: например, стряпает пиццу (видео-сюжет на официальном канале). Примечательно, что на февраль 2025 года у Мистера Бина свыше 34 000 000 подписчиков на основном канале, а на дополнительном (классический канал Мистера Бина) - почти 11 000 000.